# جراحة تجميلية
جراحة تجميلية أو جراحة التجميل (بالإنجليزية: Plastic surgery)‏ هي الجراحات التي تجرى لأغراض وظيفية أو جمالية، هي بالمفهوم البسيط استعادة التناسق والتوازن لجزء من أجزاء الجسم عن طريق أستعادة مقاييس الجمال المناسبة لهذا الجزء.
أصل كلمة Plastic أتت من الكلمة اليونانية plastikos وهي فعل «يقولب» أو «يشكل» وبالتالي فهي لا تمت بصلة إلى مادة البلاستيك كما قد يتبادر إلى أذهان البعض. هناك خمسة تخصصات رئيسية تندرج تحت جراحة التجميل:
- جراحة الوجه والفكين والجمجمة Craniomaxillofacial
- جراحة اليد والطرف العلوي Hand & upper extremity
- جراحات الحروق والترميم Burn & Reconstruction
- جراحات تجميل وترميم الثدي Aesthetic Breast Surgery
- الجراحات التجميلية Aesthetic Surgery.[2]

## الممارسات الدعائية المخالفة لأخلاقيات مهنة الطب
قد يبدو للبعض خطأً أن جراحة التجميل هي نوع من السحر الذي يحقق تغييرات جذرية في فترة زمنية قصيرة، دون عناء أو مشقة ويحصل المريض على أفضل النتائج دون ألم ولا معاناة ولا ندب؛ وهذا التصور لم يأت من فراغ فالكتابات غير المسؤولة التي يكتبها البعض للترويج الشخصي لا تخلوا من مبالغة وتدليس وأحيانا حتى الكذب، ناهيك على اللقاءات عبر وسائل الإعلام المسموعة والمرئية والتي في بعض الأحيان تحوي على نفس المضامين من مبالغة وتدليس وكذب. والهدف من ذلك لا يحتاج إلى متبحر في العلم لكي يدركه، ألا وهو الشهرة الشخصية والمنفعة المادية والأنكى من هذا وذلك هو بعض البرامج الإذاعية أو التلفزيونية المنتجة أساساً للاستفادة المادية والتي تظهر المعجزات التي يمكن أن تنجز من خلال مبضع الجراح التجميلي والنتائج الباهرة والتغيرات الظاهرة دون ألم ولا ندب وبوقت قصير!

### التجربة الألمانية في مكافحة التسويق الغير أخلاقي
إن مثل هذه البرامج تكون في غالبها تجارية بحته، الهدف منها تسويقي بحت دون أي اعتبار آخر، ضاربين بعرض الحائط الأساسيات المهنية والأخلاقية لمهنة الطب ومركزين فقط على الجانب المادي في حملات التسويق (العنيفة كما يحلو للبعض وصفها) وذلك قد أدى في كثير من الدول التي تنتج فيها هذه المسلسلات بأن تمنع أو تقاطع أو تحارب من قبل جمعيات جراحي التجميل في ذلك البلد أو في بلدان أخرى، ومن أشهر الدول التي شنت فيها مثل هذه الحملات هي ألمانيا حيث فرضت الجمعية الألمانية لجراحة التجميل التحسينية مقاطعة شاملة على برنامج (Extreme Makeover) لما يمثلهن تطرف في عرض الجراحات وتبسيط في وصفها وثناء على نتائجها وبطرقة بعيدة عن الواقع مما يرفع من سقف التوقع عند المريض ومجريات العمل الجراحي والالتزام بأتباع التعليمات والإرشادات الطبية.

### إنتشار تصورات جمالية نمطية عبر التلفزيون والسينما
إن مثل هذه البرامج لا تخدم إلا منتوجها فقط (ماديا) وفي المقابل تصنع فجوة وتزيد من تعميق الفجوة في العلاقة بين المريض (والذي يسمى الزبون في حالات الجراحة التحسينية) والجراح الذي سيجري العملية وبالتالي عدم القبول بأي نتيجة أقل من تلك عرضت في التلفزيون، وهذا بالفعل كان سبباً لكثير من القضايا التي نظرت أمام القضاء في كثير من الدول. والولايات المتحدة كانت الأكثر تؤثرا بناءا على نتائج معينة يراها الزبون قد تحققت في البرنامج (التلفزيوني) ولم تتحقق معه شخصياً وبذلك يعتبر بأن الجراح لم ينجح في الجراحة كما فعل ذلك الجراح (صانع المعجزات) في البرنامج حيث حول زبونته التي كانت في حالة جمالية تعيسة إلى إنسانة غاية في الجمال والسعادة معاً، وفعلا شهد القضاء في كثير من الدول من تلك الدعاوى مدينين بدعاويهم تلك إلى برامج تلفزيونية من هذا القبيل وقد كسب البعض تلك القضايا وهنا لابد أن نتطرق إلى الأطر المهنية والأخلاقية لمثل تلك البرامج، لوعدنا بالتاريخ إلى الوراء بعض الشيء لنجد أن مثل هذه الممارسات ظهرت على الواقع في العقدين الثالث والرابع من القرن الماضي مصاحبة للثورة الإعلامية التي أحدثتها السينما والتي كرست جزءً لا يستهان به من حملات الترويج لما ينتج من أفلام على الجوانب من أفلام على الجوانب الجمالية لإبطال تلك الأفلام، لا بل تعدى ذلك إلى ربط بعض تلك الأفلام بشفتي الممثلة (الفلانية)، وصدر هذه أو مؤخرة تلك ونحولة وخصر هذا الرجل أو دقة أنف ذاك، وهكذا دواليك وقد تفاقمت هذه الظاهرة في الخمسينات والستينات فأصبح شائعاً أن ترى الممثلين في أشكال مختلفة ومواصفات متغيرة في مواضع متعددة من مسلسل واحد كما حصل لكثير من الممثلات والممثلين، وأحسن مثال على ذلك هو صدر (باميلا اندرسون) الذي كان سبب نجاحها في الجزء الأول مسلسلها (Baywatch) وليس ذلك فقط بين شفايفها التي كانت تكبر وتصغر خلال الحلقات وقد شهدت جراحة التجميل طفرة كبرى في علاقتها مع السينما حينما بدأ الممثلين في الحديث علناً دون استحياء بل بتفاخر عن عمليات التجميل التي أجروها وعن مشاريعهم المستقبلية في إجراء المزيد منها، وكانت الممثلة (فيليس دلير) الأولى التي كسرت هذا الحاجز النفسي وأعلنت عام 1971 عما أجرته من جراحات تجميل وبذلك فتحت الباب على مصراعيها أمام الجميع وهكذا.

### التسويق العنيف لجراحات التجميل
ومن الطبيعي أن وجود سوق رائجة للجراحات التجميلية والطلبات اللامحدودة للعاملين في مجال السينما قد أسهم في نمو هذا النوع من جراحة التجميل وجراحي التجميل «المتساهلين في الاستجابة للباحثين عن شكل معين أو مجال معين» وبالتالي أصبحت هوليود (مدينة السينما) ولوس أنجلوس المرتعين الخصيبين لذلك النوع من جراحة التجميل، ولا غرو أن نجد لوس انجلوس اليوم تحوى على أكبر عدد من جراحي التجميل وعيادات ومراكز جراحة التجميل في العالم وأن عدد جراحات التجميل التي تجري فيها تفوق ما يجري في أي مدينة أخرى في الولايات المتحدة وخارجها بأضعاف مضاعفة وهذا شجع الكثير من الباحثين عن المال لمحاولة البحث عن عمل في تلك المدينة الواعدة «بالمجد والثراء» وطبعاً ذلك سيكلف الجراح الكثير من الجد والمال أيضا، ومتى ما يتمكن من تحقيق حلمه فلا بد أن يجني ثمار وتعوض تكاليف ذلك الانتقال وهنا لابد من دخول مجال «التسويق العنيف» والذي في غالب الأحيان يكون متساهلا في أصول وأخلاقيات الإعلان والإعلام، فالغاية هنا تبرر الوسيلة ولو كان فيها تساهلا معينا لطالما كان الهدف هو ترويج هذه الصنعة! ولو بتجاوز بعض الأصول أو تطويعها لما يتلاءم مع متطلبات الواقع بعيدا عن المثالية ولكن الواقع الطبي لجراحة التجميل مختلف كثيراً عن ما تراه في تلك البرامج «المفبركة» ولكي نبحث في هذا الواقع لابد أن تدرك بعض الحقائق الأولية:
1. أن أي جراحة تجرى على الجسم البشري هي عملي طبي يقبل النجاح والفشل، وجراحة التجميل هي الأخرى تقبل النجاح والفشل
2. أن نجاح عملية معينة على يد جراح معين لا تعني بالنتيجة بأنها ستنجح مع مريض آخر، بمعنى أن ما يحصل من نجاح أو فشل مع مريض معين لا يعني بأن كل مريض سيواجه نفس النتيجة ذلك أن لكل جسم بشري خصوصياته وأن توحدت طريقة العمل الجراحي في جميع الأحوال، قد تكون النتيجة مختلفة من شخص إلى آخر والاستجابة هذه تتأثر بالكثير من المواصفات الجسيمة والعادات الصحية ومن هنا لابد أن نتيقن نتيجة العملية التي نرجوها مرهونة بعدة عناصر؛ أهمها مهارة الجراح أو استجابة الجسم ثم الوسيلة العلاجية المستخدمة وإتباع التعليمات بعد العملية
3. إن نجاح أي عملية جراحية تجميلية يعتمد على أربعة أركان (كطاولة تقف على أربعة قوائم).[3]

## أركان جراحات التجميل
الركن (القائم) الأول: هو المريض، الذي تتوافر فيه عناصر نجاح العملية الجراحية من حيث الصحة العامة والخلو من مضادات الاستيطاب الجراحي والأمراض المزمنة الغير مسيطر عليها طبياً وأن يكون ذلك المريض مطلعاً على نوع العمل الجراحي المقبل عليه ومطل عليً البدائل ومحاسن ومساوئ كل منها تم اختيار الجراح المؤهل المتمكن من ذلك النوع من الجراحات
الركن (القائم) الثاني : وهو الجراح لابد أن يكون متدربا وحاصلا على شهادة اختصاص وتصريح ممارسة المهنة والعضوية في جمعية جراحي التجميل في بلده وأن يكون ملماً بذلك النوع من العمل الجراحي ومتدرباً على القيام به ومدركاً لكل خصائصه ومضاعفاته المحتملة وأن يناقشها مع المريض قبل الشروع في العمل الجراحي وان كانت هنالك علاجات بديلة أو أخف أو أقل خطورة لابد من مناقشتها مع المريض.
الركن (القائم) الثالث : نوع الجراحة. بعد مناقشته جميع البدائل المتاحة لذلك المريض يتم اختيار الأنسب له من حيث إمكانيات الجراح وحالة المريض والمكان الذي ستجرى فيه الجراحة مع الأخذ بعين الاعتبار لظروف المريض الاجتماعية والوظيفية والمادية.....الخ واختيار الأكثر ملاءمته
الركن (القائم) الرابع : المكان الذي ستجري فيه العملية إن من الأسباب المهمة التي تقي من مضاعفات أي عمل جراحي هو المكان الذي يجري فيه ذلك العمل، ومواصفات حالة العمليات لابد أن تتوافر فيها متطلبات إضافية تفوق تلك التي يجب توافرها في حالات العمليات الأخرى ذلك أن جراحة التجميل هي جراحة اختيارية مخطط لها ومجدولة ولابد لها أن تكون ناجحة تماماً والخطأ فيها غير مقبول فلا بد أن تكون الصالة مجهزة تجهيزاً كاملا وتحوي كل ما قد يحتاج إليه الجراح أثناء الجراحة الروتينية أثناء الجراحة الروتينية، وفي حالة حصول ظرف خارج الحسبان، تعقيم الغرفة والأدوات الجراحية وكل ما يستعمل أثناء الجراحة لابد أن يكون على درجة عالية من الإتقان، الفريق الطبي المساند من تحديد أو تمريض لابد أن يكون مدرباً ومستعداً لهذا النوع من الجراحات، عدد الأشخاص الموجودين في الصالة لابد أن يكون في حدوده الدنيا المطلوبة وحركة الأشخاص لابد وان تكون محدودة ومقننة أثناء الجراحة، الخيارات المستعملة لابد أن تكون مناسبة لذلك العمل ومتمة وطريقة وضعها لابد أن تكون مثالية ويجب إعلام المريض بعدم العبث فيها أو تغير وضعها إلى بعلم الجراح أو المساعد الأدوية التي تصرف لابد أن تستعمل حسب إرشاد الجراح أو أخصائي التخدير والمحافظة على تناولها بالكمية والكيفية المطلوبة، نوع وكمية الحركة المسموح بها بعد العملية لابد أن تراعي تعليمات فترة النقاهة لابد أن تشرح للمريض بالتفاصيل المملة الساعات الأولى بعد العملية ثم الأيام الأولى على درجة من الأهمية تستوجب مستمر بين المريض والجراح أو الطاقم الطبي لتنبؤ بأي مستجد الزيارة بعد العملية مهمة ولابد من أتباعها بدقة ومما تقدم نلاحظ بأن نجاح أي عملية جراحية يعتمد على عدة أركان وللمريض دوراً مهماً في ذلك النجاح حيث أن العمل الطبي بصورة عامة وجراحة التجميل بصورة خاصة هي شراكة تضأمنية حقيقية بين المريض والجراح وأن نجاحها أيضا يعتمد على الشريكين ولو بنسب متفاوتة ولكنها كلاهما مسؤولان ولكن منها دورة المهم كما ورد سابقاً.

## تاريخ جراحات التجميل

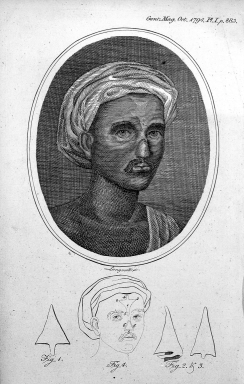
الطريقة الهندية القديمة في عملية تجميل الأنف، نشرت في مجلة جنتلمان عام 1794

الهند، يرجع تاريخ جراحة التجميل الي العالم القديم. الأطباء في الهند القديمة وتحديداً الطبيب الهندي الكبير سوسروثا- Susrutha استخدم ترقيع الجلد في القرن الثامن قبل الميلاد، واستمر استخدام هذه التقنيات حتى أواخر القرن الثامن عشر وفقاً للتقارير المنشورة بمجلة جنتلمن-Gentleman's Magazine (أكتوبر 1794).
تمكن الرومان من استخدام تقنيات بسيطه مثل إصلاح الاضرار في الاذان بدءاً من القرن الأول قبل الميلاد.
أوروبا : في منتصف القرن الخامس عشر يقول الطبيب هاينريش فون فولسبيوندت-Heinrich von Pfolspeundt في وصف عملية " صنع أنف جديد لشخص بعد أن أكلتها الكلاب عن طريق استقطاع الجلد من منطقة خلف الذراع ووضعها مكانها. لكن، بالنظر الي المخاطر المرتبطة بالجراحات عموماً لم تصبح مثل تلك الجراحات مألوفة حتى القرنين الـ 19 و20.
أمريكا : أول طبيب تجميل هو الدكتور جون بيتر ميتاير-Dr. John Peter Mettauer. فقد أجرى أول عملية cleft palate عام 1827 بأدوات صممها بنفسه لتلك العملية. والنيوزيلاندي السير هارولد جيليز-Sir Harold Gillies وضع العديد من التقنيات الحديثة في جراحه التجميل والعناية للمصابين بتشوهات الوجه في الحرب العالمية الأولى، ويعتبر هذا الطبيب هو الأب للجراحة التجميلية الحديثة.

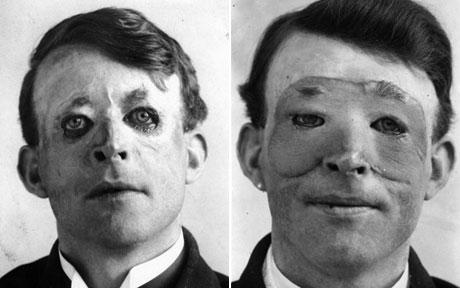
والتر يو هو بحار شارك في معركة يوتلاند، وحصل على عملية تجميل في عام 1917. المصور يظهر صورته قبل التجميل (يسار) وبعد التجميل (يمين)

وقد توسع عمله في الحرب العالمية الثانية على يد أحد تلاميذه الذي يمت إليه بصلة قرابة وهو ارشيبالد ماكيندو-Archibald McIndoe، الذي يعتبر رائد جراحات التجميل لمن عانوا من الحروق الشديدة وقد أدت جراحات ماكيندو التجريبية إلى إنشاء نادي غيني بيغ-the Guinea Pig Club.

## جراحات التجميل
بما أن الجمال لا يعتمد على جمال الوجه فقط، وإنما جمال الجسم أيضاً، وجمال الوجه هو نتيجة نهائية للعديد من العوامل، منها صحة ونضارة البشرة وتناسق أجزاءه من الأنف والخدود والجفون وحتى الحاجبين.
ويمكن إعادة رونق الوجه والبشرة إلى حالته الطبيعية الجذابة بواسطة العديد من عمليات جراحه التجميل مثل شد الجفون، وإزالة الجيوب الدهنية من أسفلها، وكذلك شد الوجه والرقبة، أو جراحة تجميل الأنف، وهناك نوع أبسط من العمليات الجراحية لملء الخدود وأسفل الجفون والشفتين، مثل حقنهم بالدهون المشفوطة من أماكن الجسم المختلفة، وأيضاً يمكن استعمال أنواع من المواد التي تحقن في أماكن التجعيدات لإزالتها- مثل حقن البوتوكس التي تستخدم للقضاء - بشكل مؤقت على تجاعيد الجبهة - أو لمئلها بواسطة مواد مماثلة لأنسجة الجلد الطبيعية.
كما يمكن أعادة تناسق الجسم عن طريق العديد من العمليات التجميلية مثل شفط الدهون وشد الترهلات في أجزاء الجسم المختلفة.
ويعتبر استخدام الليزر من التقنيات الحديثة في جراحات التجميل. ويستخدم الليزر في إزالة الشعر الزائد من أماكن الجسم، وكذلك في علاج البقع الجلدية وفي إزالة أثار الجروح وشد الوجه، وعلى جراح التجميل أن يقوم بتحديد نوع العلاج المطلوب والمناسب لكل حالة على حدة تبعاً لعدة عوامل منها حالة المريض الصحية العامة.

## الجراحات التكميلية والترميمية
تعتبر الجراحات التكميلية من الأفرع المهمة في جراحة التجميل بشكل عام، لأنها تعالج التشوهات سواء كانت خلقية أو ناتجة عن حروق أو حوادث أو جراحات سابقة.
ومن أهم العمليات التكميلية:
- طب وجراحة الحروق
- الجراحات التكميلية بعد الحوادث لأي جزء من جسم الإنسان
- علاج القرح المزمنة وقرح القدم السكري
- جراحات الوجه والفكين والجمجمة Craniomaxillofacial
- جراحة اليد والطرف العلوي
- الجراحات الميكروسكوبية
- إصلاح مجرى البول عند الأطفال Hypospadias
- جراحات الشفة الارنبية والحلق المشقوق
- جراحات إعادة بناء الثدي

## إحصائيات للجراحات التجميلية
نشرت الجمعية الدولية للجراحة التجميلية (ISAPS) يوم السابع والعشرين من شهر يونيو لعام 2017 دراسة إستقصائية بخصوص العمليات التجميلية الجراحية وغير الجراحية التي اجريت خلال عام 2016، وهي الدراسة التي أظهرت ارتفاع بمقدار 8% في عدد العمليات الجراحية مقارنة بعام 2015 وارتفاع بمقدار 11% في عدد العمليات غير الجراحية. فيما يلي بيان بعدد العمليات التجميلية (الجراحية وغير الجراحية) التي أجريت خلال عام 2016 في 24 بلدا يجرى بها العمليات التجميلية طبقا لترتيبها العالمي:
| الترتيب العالمي | البلد                      | عدد العمليات |
| --------------- | -------------------------- | ------------ |
| 1               | الولايات المتحدة الأمريكية | 4,217,862    |
| 2               | البرازيل                   | 2,524,115    |
| 3               | اليابان                    | 1,137,976    |
| 4               | إيطاليا                    | 957,814      |
| 5               | المكسيك                    | 923,243      |
| 6               | روسيا                      | 896,629      |
| 7               | الهند                      | 878,180      |
| 8               | تركيا                      | 789,564      |
| 9               | ألمانيا                    | 730,437      |
| 10              | فرنسا                      | 517,731      |
| 11              | كولومبيا                   | 505,161      |
| 12              | أسبانيا                    | 473,074      |
| 13              | الصين                      | 387,815      |
| 14              | مصر                        | 376,348      |
| 15              | اليونان                    | 287,918      |
| 16              | الأرجنتين                  | 272,420      |
| 17              | فنزويلا                    | 244,552      |
| 18              | أستراليا                   | 225,002      |
| 19              | بلجيكا                     | 195,665      |
| 20              | إيران                      | 151,439      |
| 21              | تايلاند                    | 112,821      |
| 22              | لبنان                      | 79,769       |
| 23              | رومانيا                    | 76,911       |
| 24              | إفريقيا الجنوبية           | 45,413       |

وأظهرت الدراسة أن أكثر العمليات التجميلية الجراحية انتشارا هي عملية تكبير الثدي حيث كانت نسبتها من مجموع العمليات 15.8% يليها عملية شفط الدهون بنسبة 14%، فيما كانت عمليات حقن البوتكس هي الأكثر انتشارا بين العمليات التجميلية غير الجراحية بعدد عمليات 4,627,752 تم إجراءها خلال عام 2016 حول العالم.
كما أظهرت الدراسة أن البلدان الشرق أوسطية التي تستحوذ على الجزء الأكبر من سوق عمليات التجميل هي على الترتيب تركيا (المرتبة 8 عالميا)، مصر (المرتبة 14 عالميا)، إيران (المرتبة 20 عالميا)، لبنان (المرتبة 22 عالميا). وفيما تعتبر تركيا الوجهة الأكثر شهرة في مجال السياحة العلاجية خاصة لأغراض تجميلية على مستوى الشرق الأوسط كانت كانت أيضا واحدة من الوجهات الأقل تكلفة مادية. وقد أجرى على الأراضي التركية خلال عام 2016 عدد 38,484 عملية تكبير ثدي، 43,140 عملية تجميل أنف، 37,560 عملية شفط دهون، 221,808 عملية حقن بالبوتكس وهي ما تعتبر العمليات التجميلية الأكثر طلبا في تركيا.

## الأهمية النفسية والعقلية لجراحات التجميل
في العصر الحديث بعد ازدياد وسائل التجميل وتقدم الطب التجميلي والتكميلي، لم تعد جراحات التجميل ترفا، لجراحات التجميل الناجحة أثر كبير على نفسية المريض فعلى سبيل مثال يعاني بعض الناس من الاكتئاب المزمن بسبب تشوه خلقي وقد يؤدي به إلى الانطواء والانزواء، وفي هذه الحالة تعتبر جراحة التجميل هي العلاج النفسي الناجع لذلك المريض، فما أن يرضى المريض عن ذاته يزيد إقباله على الحياة ويتحول إدباره إلى إقبال. وخصوصاً في حالات استئصال الثدي على سبيل المثال مما يؤثر بالسلب على المرأة، وتلك الجراحة تعيد إليها الثقة بنفسها.